# Diastata eluta
Diastata eluta är en tvåvingeart som beskrevs av Friedrich Hermann Loew 1863. Diastata eluta ingår i släktet Diastata och familjen sumpskogsflugor. Inga underarter finns listade i Catalogue of Life.